# 권영해 (1937년)
권영해(權寧海, 1937년 9월 9일~)는 육군 소장으로 전역한 대한민국의 정치인이다. 국방부 차관·국방부 장관 등을 거쳐 국가안전기획부장 직책을 지냈다.

## 주요 이력

### 경력
- 육군 소장 예편
- 국방부 기획관리실 실장
- 제25대 국방부 차관
- 제30대 국방부 장관
- 제7대 한국야구위원회(KBO) 총재
- 제21대 국가안전기획부 부장
- 신한국당 당무위원
- 한나라당 당무위원
- 새누리당 최고위원 겸 당무위원
- 자유한국당 상임고문 겸 당무위원
- 새누리당 상임고문 겸 당무위원
- 한미우호협회 고문

### 학력
- 경주고등학교 졸업
- 육군사관학교 제15기 문학사(1959년)
- 육군보병학교 수료
- 대한민국 육군대학 수료
- 국방대학교 행정학사
- 국방대학원 행정학 석사
- 서울대학교 행정대학원 행정학 석사